# Mosty u Jablunkova
Mosty u Jablunkova là một làng thuộc huyện Frýdek-Místek, vùng Moravskoslezský, Cộng hòa Séc.